# Mimicoclytrina
Mimicoclytrina es un género de escarabajos barrenadores metálicos del orden Coleoptera.

## Especies
- Mimicoclytrina childreni (Laporte & Gory, 1835)
- Mimicoclytrina parrii (Saunders, 1869)
- Mimicoclytrina piliventris (Saunders, 1869)
- Mimicoclytrina saundersii (Waterhouse, 1904)
- Mimicoclytrina tristis (Thomson, 1878)